# アルゼンチン航空386便食中毒事件
アルゼンチン航空386便食中毒事件（アルゼンチンこうくう386びんしょくちゅうどくじけん）とは、1992年2月14日に、コレラで汚染された食品がアルゼンチン航空386便の乗客に提供され、乗客1人が死亡した食中毒による航空事故である。

## 事件の概要
1992年2月14日、ミニストロ・ピスタリーニ国際空港（アルゼンチン・ブエノスアイレス）発ホルヘ・チャベス国際空港（ペルー・リマ）経由のアルゼンチン航空386便ボーイング747-200B形旅客機が、ロサンゼルス国際空港（アメリカ・カリフォルニア州）に到着した。この便のリマ - ロサンゼルス間には乗客336人と乗員20人が搭乗しており、乗客336人のうち297人がアメリカを、2人はカナダを、37人は日本を最終目的地としていた。

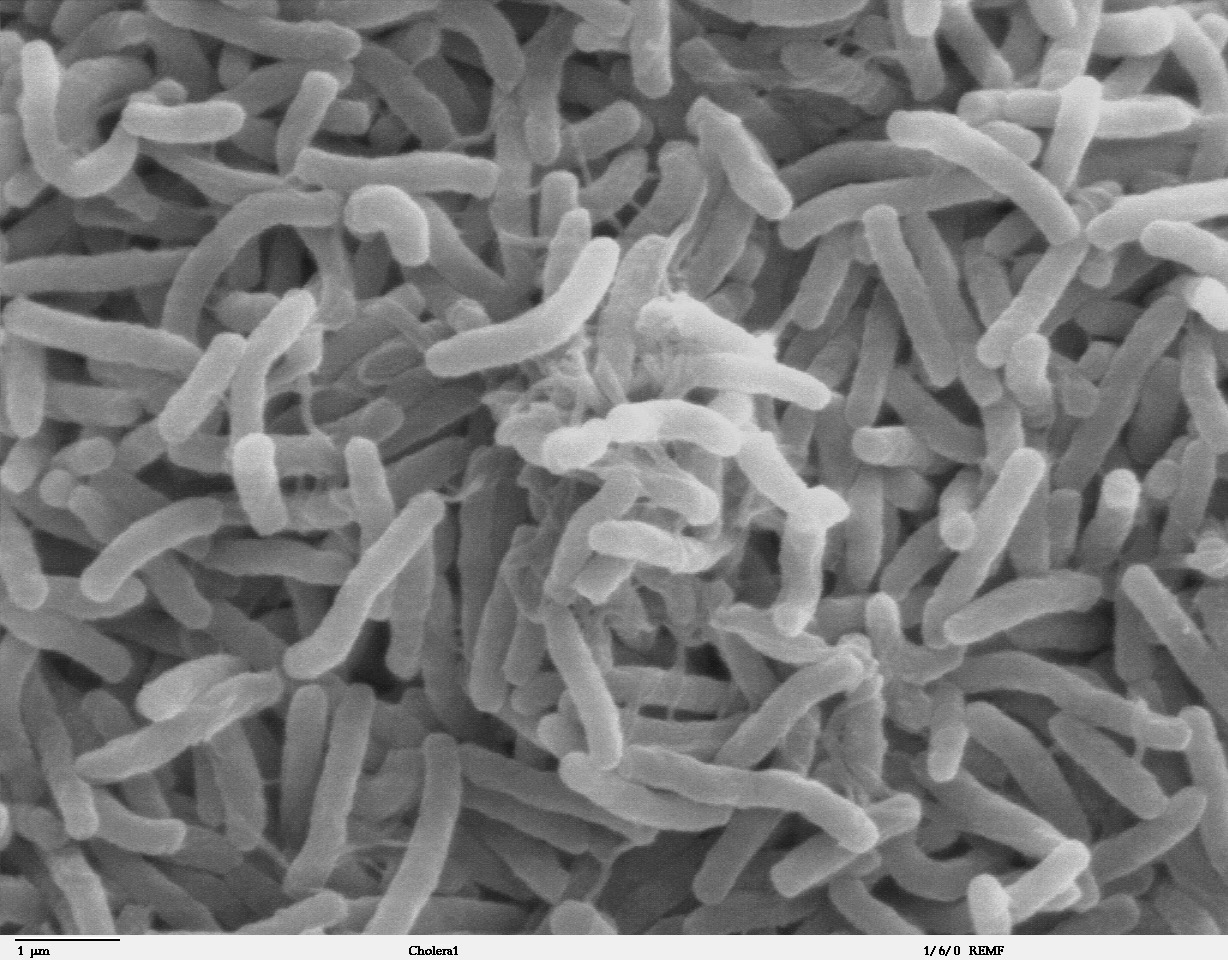
「コレラ菌」：コレラの原因となる細菌（SEM画像）

この事件の1年ほど前からペルーではコレラが流行しており、ペルーの首都リマで386便が機内食を搭載した際にコレラ菌に汚染されたエビが混入、乗客5人がロサンゼルス国際空港へ着陸直後に体調不良を訴えた。7日後には体調不良を訴えた乗客は76人に上り、うち70代前半の男性1人が死亡した。コレラに汚染された食品はアメリカ国内の他地域に広まることはなかった。
リマでアルゼンチン航空へ食品を提供したペルーのケータリング会社は、同じ日に他の航空会社にも食品を提供し、アルゼンチン航空386便以外では病気の兆候は報告されなかったが、アルゼンチン航空はこのケータリング会社が機内に汚染された食品をもちこんだと糾弾した。この主張は論争を引き起こしたが、アルゼンチン航空がリマへのフライトを中断し、ペルーが領内へのアルゼンチン航空の運航を禁止したことで終結した。

## 調査とその後の進展
アメリカ食品医薬品局による調査は、食品安全にかかわる法律群に多々の問題があることを浮き彫りにした。
国際民間航空機関 (ICAO) は、ケータリングやその他のサービスを第三者に発注した場合でも、運行会社には安全に関する責任があると発表した。
1995年、世界保健機関はICAOや国際海事機関の監修のもと、航空機や船舶でコレラや他の伝染病が拡散されることのリスク管理に関する合意を形成した。この合意に従い、航空機の殺菌手順が1998年に改訂されている。
その後ICAOは、国際トラベルケータリング協会の助言に従っている。